# Charlbi Dean
Charlbi Dean Kriek (/ˈʃɑːrlbi/ SHARL-bee; 5 tháng 2 năm 1990 – 29 tháng 8 năm 2022), thường được biết đến với nghệ danh Charlbi Dean, là một cố diễn viên kiêm người mẫu người Nam Phi.
Cô được biết đến qua các vai diễn trong loạt phim Spud (2010–2013), phim truyền hình Black Lightning (2018) và phim Đáy thượng lưu (2022), tác phẩm giành giải Cành cọ vàng tại liên hoan phim Cannes.

## Danh sách phim

### Điện ảnh
| Năm  | Phim                          | Vai diễn                   | Ghi chú   | Nguồn       |
| ---- | ----------------------------- | -------------------------- | --------- | ----------- |
| 2010 | Spud                          | Amanda                     |           | [ 3 ]       |
| 2012 | Illusive Fields               | Nadia                      | Phim ngắn | [ 4 ] [ 5 ] |
| 2013 | Death Race 3: Inferno         | Calimity J                 |           | [ 6 ]       |
| 2013 | Spud 2: The Madness Continues | Amanda                     |           | [ 7 ]       |
| 2016 | Blood in the Water            | Pheebee                    |           | [ 8 ]       |
| 2017 | Don't Sleep                   | Shawn Edmon                |           | [ 6 ]       |
| 2018 | An Interview with God         | Grace                      |           | [ 6 ]       |
| 2018 | Porthole                      | Jennifer / Kassidy Kubrick |           | [ 9 ]       |
| 2022 | Đáy thượng lưu                | Yaya                       |           | [ 10 ]      |

### Truyền hình
| Năm  | Phim            | Vai diễn        | Ghi chú                     | Nguồn |
| ---- | --------------- | --------------- | --------------------------- | ----- |
| 2017 | Elementary      | Beautiful Woman | Tập phim "High Heat"        | [ 5 ] |
| 2018 | Black Lightning | Syonide         | Vai diễn định kỳ 9 tập phim | [ 5 ] |

## Đời tư
Dean đã đính hôn với nam diễn viên kiêm người mẫu người Nam Phi Luke Volker, người mà cô đã hẹn hò từ năm 2018.